# Ctenus supinus
Ctenus supinus là một loài nhện trong họ Ctenidae.
Loài này thuộc chi Ctenus. Ctenus supinus được Frederick Octavius Pickard-Cambridge miêu tả năm 1900.